# Amadou Ba
Amadou Ba (Dakar, 17 de mayo de 1961) es un político senegalés que se desempeñó como primer ministro de Senegal desde el 17 de septiembre de 2022 hasta el 6 de marzo de 2024. De abril de 2019 al 1 de noviembre de 2020 ejerció como ministro de Exteriores de Senegal. Previamente, de 2013 a 2019 fue ministro de Economía y Finanzas.

## Biografía
Tras estudiar el bachillerato técnico en gestión en 1980 inició una maestría en Ciencias Económicas especializándose en administración corporativa y obtuvo un diploma de impuestos y propiedades de la Escuela Nacional de Administración y Magistratura (ENAM) en 1988.
En 1989 fue inspector en Diourbel y luego inspector jefe en la Dirección General de Impuestos y Bienes en Dakar. En 1991 realizó una formación adicional en el Instituto Internacional de Administración Pública en París (Francia) y en Baltimore (Estados Unidos). De 1990 a 1992, fue inspector principal en Dakar-Plateau, luego ocupó el cargo de Comisionado de Control de Seguros en la Dirección de Seguros hasta 1994, y luego inspector de verificación en la Dirección de Verificación e Investigaciones Fiscales.
Tras realizar más capacitación en 2001 en la École Nationale des Impôts en Clermont-Ferrand (Francia), se convirtió en director del Centro de Grandes Empresas en la Dirección de Impuestos en 2002. En 2004 fue director de Impuestos durante un año. En noviembre de 2006, fue nombrado Director General de Impuestos y Bienes. Durante su cargo, se inició una nueva legislación impositiva, que entró en vigor en enero de 2013.
Cuando Aminata Touré se convirtió en primera ministra el 2 de septiembre de 2013, fue nombrado ministro de Economía y Finanzas, sustituyendo a Amadou Kane.
Desde 2013 también ha sido miembro ex officio de la Junta de Gobernadores del Banco Africano de Desarrollo, del Fondo Monetario Internacional, del Organismo Multilateral de Garantía de Inversiones del Grupo del Banco Mundial, y de dicho banco.
En 2018 participó de la Cumbre del G-20 de Buenos Aires como invitado en representación de la Nueva Asociación para el Desarrollo Económico de África.
De abril de 2019 al 1 de noviembre de 2020 asumió el Ministerio de Asuntos Exteriores y de los Senegaleses del Exterior sustituyendo a Sidiki Kaba. Le sucedió la abogada y política Aïssata Tall Sall.
En septiembre de 2022 asumió como primer ministro de Senegal, siendo el primero en hacerlo tras la abolición del cargo en 2019.
El 9 de septiembre de 2023, fue elegido por el presidente Macky Sall como candidato de la coalición Benno Bokk Yakaar (ABY) para las elecciones presidenciales de 2024..